# AB4
AB4 was een Franstalige private, commerciële zender in België. De zender zond vooral oude series en films uit. Op 28 oktober 2002 werd de zender opgericht. In 2017 werd de zender hernoemd naar ABXplore.

## Tijdlijn televisiekanalen uit Franstalig België
Lijst van televisiekanalen in Franstalig België